# Monte Stavello
Il Monte Stavello (2.614 m s.l.m.) è una montagna delle Alpi Orobie, situata lungo la cresta principale orobica, confinante con il Monte Rotondo a ovest e il Monte Melaccio a est. Anche il Monte Stavello è stato immortalato da Leonardo da Vinci nei suoi disegni del Codice Windsor (Foglio 12410), insieme ad altre vette circostanti delle Orobie.

## Geografia
Il Monte Stavello si trova a cavallo tra la Val Varrone e la Val Gerola, due vallate che caratterizzano il settore occidentale delle Alpi Orobie. La sua posizione dominante e l’altitudine di 2.614 metri lo rendono una delle cime principali della catena orobica. Il versante settentrionale, che scende verso la Valtellina, è caratterizzato da pendii più ripidi e aspri rispetto al versante meridionale, che degrada dolcemente verso i pascoli alpini della Val Varrone.
La vetta offre ampie vedute che includono la Grigna Settentrionale e le vette delle Alpi Retiche a nord, oltre alle montagne delle Prealpi Lombarde.

## Geologia
Come il vicino Monte Rotondo, il Monte Stavello è costituito principalmente da rocce metamorfiche e scisti cristallini, con affioramenti di arenaria e quarzite nelle aree più elevate. Questa composizione geologica è tipica delle Orobie, modellate da intensi processi di erosione e sedimentazione.

## Flora e fauna
Il Monte Stavello è parte di un ecosistema alpino di grande interesse naturalistico. La flora comprende praterie alpine dominate da genziane, rododendri e stelle alpine. La fauna include specie tipiche dell’ambiente alpino come il gallo forcello, il cervo e il camoscio.

## Leonardo da Vinci e il Monte Stavello
Il Monte Stavello è stato rappresentato, insieme al Monte Rotondo e al Monte Melaccio, nei disegni di Leonardo da Vinci inclusi nel Codice Windsor. Questi disegni, realizzati al Foglio 12410, dimostrano l’osservazione attenta di Leonardo delle catene montuose lombarde durante i suoi soggiorni nella regione. L’interesse del maestro per la geologia e la morfologia montuosa emerge chiaramente nelle sue opere, che combinano arte e scienza.

## Escursionismo
Il Monte Stavello è meta di numerosi escursionisti e alpinisti, grazie alla rete di sentieri che ne consentono l’accesso. Uno degli itinerari più frequentati è quello che parte dalla Val Gerola e risale il versante orientale, attraversando alpeggi e creste panoramiche. Il percorso offre una vista spettacolare sulle Orobie e sulla sottostante Valtellina.
In inverno, il Monte Stavello è apprezzato per lo sci alpinismo e le escursioni con le ciaspole, grazie alla neve abbondante che ricopre la zona.